# Интерфоб
Интерфоб је годишњи међународни скуп студената прераде дрвета и шумарства. Реч Интерфоб је акроним скован из француског језика: INTERnationale FOrmation du Bois − Међународна шумска састојина.

### Историја
Интерфоб је основан 1988. године од стране Еуролигне − Европске мреже за напредну прераду дрвета и инжењерско образовање која је основана годину дана раније. Идеја везана за оснивање тог скупа је повезивање студената, стручњака и предузетника из области прераде дрвета. На првом Интерфобу су учествовале три француске школе, а од 1989, тај скуп се сваке године одржава у другој држави, у организацији студената из те државе.

#### 2007.
Године 2007, 19. Интерфоб је одржан у Бисану, у Француској. На њему су учествовала 273 студента 22 факултета и високих школа дрвне индустрије и шумарства, из 12 европских земаља.

### Градови из којих су факултети-домаћини
- 1989 −  Француска, Епинал
- 1990 −  Швајцарска, Бил
- 1991 −  Аустрија, Грац
- 1992 −  Шпанија, Мадрид
- 1993 −  Француска, Клини
- 1994 −  Немачка, Розенхајм
- 1995 −  Италија, Лизоне
- 1996 −  Француска, Епинал
- 1997 −  Немачка, Розенхајм
- 1998 −  Швајцарска, Бил
- 1999 −  Шпанија, Мадрид
- 2000 −  Француска, Клини
- 2001 −  Финска, Пиексимеки
- 2002 −  Немачка, Хамбург
- 2003 −  Мађарска, Шопрон
- 2004 −  Пољска, Познањ
- 2005 −  Шпанија, Мадрид
- 2006 −  Словенија, Љубљана
- 2007 −  Француска, Епинал
- 2008 −  Немачка, Лемго
- 2009 −  Пољска, Познањ
- 2010 −  Француска, Нант
- 2011 −  Аустрија, Беч
- 2012 −  Швајцарска, Берн